# Via attrezzata Monte Albano
La via attrezzata Monte Albano "Ottorino Marangoni" è una via ferrata realizzata dalla Sezione C.A.I. - S.A.T. di Mori nel 1976 su una parete rocciosa sopra il santuario che sovrasta, verso nord, l'abitato di Mori in provincia di Trento. Nel 1999 la via è stata dedicata a Ottorino Marangoni, presidente della sezione S.A.T. di Mori dal 1976 al 1988.

## Caratteristiche
È considerata una delle vie più difficili della regione,. Offre un'arrampicata divertente e varia su un percorso immerso in un ambiente molto suggestivo.
Richiede un notevole impegno atletico, in quanto risale una parete verticale, in alcuni tratti addirittura strapiombante, e l'utilizzo di mezzi artificiali è ridotto al minimo indispensabile. Le caratteristiche di verticalità e continuità, unite alla notevole esposizione ed alla limitatezza delle attrezzature, la avvicinano molto ad una vera e propria scalata. Richiede quindi una buona preparazione fisica e tecnica..
È necessario l'utilizzo di un'adeguata attrezzatura alpinistica: (imbracatura, kit da via ferrata, casco e calzature adeguate).
La via si sviluppa sfruttando le strutture naturali della parete, alternando fessure, cenge, camini e diedri. Lo sviluppo complessivo è di circa 550 m per un dislivello di 300 m, con arrivo a quota 600 m, poco sotto l'abitato della frazione Nomesino.
La via si trova su una parete sposta a sud-est; l'esposizione e la bassa quota fanno sì che essa sia percorribile in tutte le stagioni. È comunque preferibile evitare di percorrerla con parete bagnata; è anche consigliabile evitare le giornate più calde e soleggiate.
Il percorso offre un'ottima visuale sulla sottostante Vallagarina e sui monti circostanti, dal monte Zugna al monte Baldo.

### Accesso
Dall'abitato di Mori, oppure da Mori Vecchio, si sale a piedi al Santuario di Montalbano (15 min). Da qui si prosegue, attraversando una pineta cresciuta in mezzo a tipici massi calcarei, per arrivare in circa 10 minuti alla base della via attrezzata.

### Salita
La via inizia subito con un tratto in arrampicata non attrezzato, per poi proseguire alternando tratti attrezzati a tratti non attrezzati e ad alcuni sentierini di collegamento. Molti tratti, compreso il tratto iniziale, sono abbastanza levigati, e richiedono quindi particolare attenzione. Il primo tratto della via è stato lasciato difficile appositamente; al termine di questo tratto, chi non volesse proseguire può ritornare al Santuario per un facile sentiero.

### Discesa
Dall'arrivo si diparte verso est un sentiero parzialmente attrezzato con corde fisse, che riporta in breve al Santuario di Montalbano. Esiste anche un sentiero alternativo, più comodo, che riporta sempre in prossimità del Santuario.

### Tempi e difficoltà
La difficoltà della via è valutata in 5C.
Il tempo di percorrenza varia da 2 a 4 ore per la salita, più 40 minuti per il rientro nel piazzale del santuario.

## Parco boulder
Nel bosco ai piedi della parete di Montalbano ci sono centinaia di boulder tracciati e molti sono ancora da scoprire e provare. Inoltre sui sassi più grandi sono state chiodate negli anni numerose vie.